# Andreas Tölzer
Andreas Tölzer (født 27. januar 1980) er en tysk tidligere judoka, som stillede op i sværvægtsklassen (+100 kg) og har vundet både EM-, VM- og OL-medaljer.
Tölzers første store internationale resultat kom i 2003, hvor han vandt EM-bronze i åben klasse. I 2006 vandt han sin eneste guldmedalje ved et mesterskabsstævne, da han blev europamester i sværvægt, og året efter fik han EM-bronze, et resultat han også opnåede i 2010.
Samme år vandt han VM-sølv, en præstation han kopierede året efter, inden han ved sit sidste internationale mesterskab opnåede VM-bronze i 2013.
Han deltog i tre olympiske lege: Ved OL 2004 i Athen endte han på en delt syvendeplads, ved OL 2008 i Beijing blev han delt nummer ni, inden han fik sit bedste OL-resultat ved OL 2012 i London. Efter sejre over en georgier, en rumæner og en ungarer nåede han semifinalen. Her mødte han russeren Aleksandr Mikhajlin, som sejrede, og gik i finalen. Tölzer vandt derpå over en hviderusser og sikrede sig dermed bronzemedaljen sammen med Rafael Silva fra Brasilien, mens Mikhajlin tabte guldkampen til franske Teddy Riner.